# Романово (Курганская область)
Романово — деревня в Половинском районе Курганской области. До преобразования в январе 2022 года муниципального района в муниципальный округ входила в состав Пищальского сельсовета.

## География
Расположено на границе с Казахстаном, у озера Орловское.

## История
До 1917 года входила в состав Башкирской волости Курганского уезда Тобольской губернии. По данным на 1926 год состояла из 237 хозяйств. В административном отношении являлась центром Романовского сельсовета Половинского района Курганского округа Уральской области.

## Население
| 1989 | 2002 | 2010 |
| ---- | ---- | ---- |
| 231  | ↗242 | ↘108 |

По данным переписи 1926 года в деревне проживало 1013 человек (455 мужчин и 558 женщин), в том числе: русские составляли 98 % населения.